# Вилендорфска Венера
Вилендорфска Венера (или Вилендорфска жена) је статуета женске особе, пронађена 1908. године на палеолитском налазишту близу Вилендорфа (Доња Аустрија). На основу метода радиокарбонског датирања претпоставља се да је из периода од 24.000 до 22.000 година пре наше ере.
Поред „Рањеног бизона“ насликаног на таваници пећине Алтамира у северној Шпанији, као и цртежа из пећине Ласко у Француској представља ремек-дело палеолитске уметности.
Уметност овог периода углавном чине цртежи животиња, попут јелена, бизона, мамута, носорога и скулптуре рађене у камену, глини и од животињских костију. Те статуе малих димензија називају се палеолитске венере.
Вилендорфска Венера је праисторијски идол плодности и материнства. Открио ју је и описао аустријски археолог Јозеф Сомбати. Статуета је висока 11,1 cm, а обликована је од оолитског кречњачког камена обојеног црвеним окером. Представља женску фигуру са стеатопигијом, преувеличаних груди, бедара и стомака, који наглашавају везу са трудноћом, док су ноге и руке, изузетно танке и пресавијене изнад груди, као и непропорционално мала стопала, сумарно обликовани и занемарени у обради.
Палеолитски уметник, ако изузмемо веома лепо урађену представу косе (необичног орнамента на глави, који се може схватити као представа „фризуре“) није посветио пажњу обликовању ни једног детаља на на лицу. Цела статуа има јајолики облик камена у коме је рађена, а израђена је од меког кречњака, а затамњена црвеним окером. Уметник је овом фигуром нагласио делове тела који су у директној вези са репродукцијом и дојењем. Такође, обрађивао је само предњу страну, пошто је са задње стране задржала изворни облик што упућује да је била постављена да се гледа само са предње стране.
Вилендорфска Венера се данас чува у бечком Природњачком музеју.
Године 2014. је утврђено да камен од кога је Вилендорфска Венера направљена, потиче са локације - „Странске Скале“, кречњачког масива у Чешкој, на подручју града Брна.